# Зейлево
Зейле́во (рос. Зейлево, башк. Йәйләү) — присілок у складі Дюртюлинського району Башкортостану, Росія. Входить до складу Учпілинської сільської ради.
Населення — 176 осіб (2010; 182 у 2002).
Національний склад:
- башкири — 51 %
- татари — 42 %